# Julius Beresford
Julius "Berry" Beresford Wiszniewski (29. juni 1868 - 29. september 1959) var en engelsk roer fra London.
Beresford deltog ved OL 1912 i Stockholm, hvor han som del af den britiske firer med styrmand vandt en sølvmedalje, kun besejret af en båd fra Tyskland i finalen. Bådens øvrige besætning var Karl Vernon, Charles Rought, Bruce Logan og styrmand Geoffrey Carr. Det var det eneste OL han deltog i.

## OL-medaljer
- 1912:  Sølv i firer med styrmand